# 麵酵的比喻

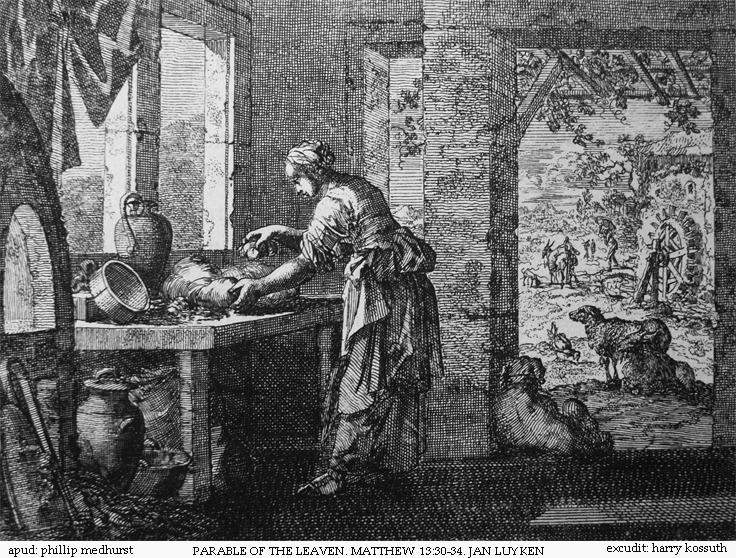
扬·吕肯繪製的聖經插畫描述了這個故事

麵酵的比喻（英語：Parable of the Leaven）是耶稣接着芥菜种的比喻说的一个未加解释的小比喻，被记载于《马太福音》第13章第33节和《路加福音》第13章第20-21节。

## 圣经译文
|                                      | 他又对他们讲个比喻说，天国好像面酵，有妇人拿来，藏在三斗面里，直等全团都发起来。 |
| ——《马太福音》第13章第33节（和合本） |                                                                                  |

|                                         | 又说，我拿什么来比神的国呢？好比面酵，有妇人拿来藏在三斗面里，直等全团都发起来。 |
| ——《路加福音》第13章第20-21节（和合本） |                                                                                  |

| 前一个： 芥菜種的比喻 | 耶稣的比喻 | 后一个： 藏寶的比喻 |